# Louis Bénigne François Berthier de Sauvigny
Louis Bénigne François Berthier de Sauvigny (23 de marzo de 1737-22 de julio de 1789) fue un político francés que sirvió durante el reinado de Luis XVI.

## Biografía
Berthier de Sauvigny fue intendente de París desde el 13 de septiembre de 1776 hasta su muerte. Durante su mandato llevó a cabo extensas reformas en materia de impuestos, introduciendo cálculos sobre las bases de los terrenos arables.
Cuando estalló la Revolución francesa en julio de 1789, Berthier de Sauvigny era una figura impopular, en parte debido a que algunas de sus obligaciones implicaban obtener provisiones para la armada real. En el periodo de disturbios que precedió y siguió a la toma de la Bastilla el 14 de julio, circularon rumores que achacaron a Berthier la responsabilidad de la escasez de alimentos en París.
El 22 de julio de 1789, Berthier de Sauvigny se encontraba en su residencia en Compiègne. Un destacamento armado lo condujo a París en carruaje para responder por supuestas acciones conducentes a privar de alimentos al Tercer Estado. A las afueras de la capital, una muchedumbre los interceptó y arrancó el techo del carruaje. Berthier fue golpeado y apedreado antes de ser llevado a la puerta de Saint Martin, donde le fue mostrada la cabeza decapitada de su suegro, Joseph Foullon de Doué, miembro del Parlamento de París. Inmediatamente después, Berthier de Sauvigny fue colgado de un poste de luz situado en la plaza de Grève, frente al Ayuntamiento de París, siendo posteriormente decapitado y su cabeza, clavada en la punta de una pica, exhibida junto a la de su suegro.
La ferocidad de ambos linchamientos condujo a una serie de protestas, a las cuales Antoine Barnave, miembro de la Asamblea Nacional, respondió: "entonces, ¿es su sangre tan pura?".